# Ibrahim-bek
Ibrahim-bek (ur. 1889 w Somonijonie , zm. 31 sierpnia 1931 w Taszkiencie) – muzułmański przywódca środkowoazjatyckiego antybolszewickiego ruchu Basmaczy.

## Życiorys
Urodził się w rodzinie uzbeckiej w Chanacie Buchary. W 1920 rozpoczął służbę w armii emira Muhammeda Alima Chana. Do Buchary wkroczyły wkrótce wojska bolszewickie, sam Chan uciekł natomiast do Afganistanu. Wkrótce po ustanowieniu Bucharskiej Ludowej Republiki Radzieckiej, zaangażował się w ruch Basmaczy walczący przeciwko władzy radzieckiej.
Partyzanci dowodzeni przez Ibrahima-beka zostali pokonani przez oddziały Armii Czerwonej pod komendą Michaiła Frunzego wiosną 1925. Ibrahim uciekł przed bolszewikami do Afganistanu. Stamtąd przeprowadzał rajdy partyzanckie na tereny późniejszej Tadżyckiej Socjalistycznej Republiki Radzieckiej. Niedługo później został jednak schwytany przez władze radzieckie. Stracono go w 1931 w Taszkiencie.